# Охота (фильм, 2022)
«Охота» — художественный фильм южнокорейского актёра и режиссёра Ли Джонджэ, премьера которого состоялась в мае 2022 года на Каннском кинофестивале. Главную роль в нём сыграл сам Ли Джонджэ. Картина получила противоречивые отзывы критиков.

## Сюжет
Действие фильма происходит в Южной Корее в 1983 году. После покушения на президента во внутреннем и внешнем отделах южнокорейской разведки начинается охота на коммунистического шпиона.

## В ролях
- Ли Джонджэ — Пак Пён Хо
- Хо Сон Тхэ — Чан Чхоль Сон

## Создание и оценки
Фильм стал режиссёрским дебютом южнокорейского актёра Ли Джонджэ, широко известного у себя на родине и прославившегося на весь мир благодаря сериалу «Игра в кальмара». Изначально проект назывался «Намсан» и был запущен в разработку в 2017 году, но Ли пришлось отменить производство. Четыре года актёр дорабатывал сценарий, в мае 2021 года начались съёмки. Ли сыграл главную роль и выступил в качестве сопродюсера фильма. Съёмки завершились в ноябре 2021 года. Премьера состоялась в мае 2022 года на Каннском кинофестивале, где картина была удостоена семиминутных оваций. Театральный релиз начался в августе того же года.
На сайте-агрегаторе отзывов Rotten Tomatoes «Охота» получила рейтинг 60 %. Специалисты пророчили ему коммерческий успех. При этом те критики, которые посмотрели фильм в Каннах, восприняли его неоднозначно: одни отмечали общую запутанность сюжета и абсурдность финала, другие с одобрением характеризовали фильм как «энергичный экшн-триллер, напичканный твистами». Пит Хэммонд (Deadline) высоко оценил режиссуру, операторскую работу и игру актёров — как основного, так и второго плана. Питер Дебруж (Variety) описал «Охоту» как «длинный, но динамичный фильм с выбросом адреналина», похвалив режиссуру и актёрскую игру Ли Джонджэ. Лу Томас (BFI) отметил, что фильм наполнен «захватывающе жестокими боевыми сценами» и впечатляющими поворотами сюжета, которые, однако, не всегда понятны и правдоподобны. Дэвид Руни (The Hollywood Reporter) заявил, что фильму не хватает глубины характеров и последовательности повествования. Дэвид Эрлих (IndieWire) дал «Охоте» оценку «С», назвав её «безнадёжно запутанной». Схожее мнение осталось у Кларенса Цуя (South China Morning Post), оценившего картину на 2 балла из 5: он счёл, что «Охота» может понравиться только фанатам боевиков и любителям истории.
«Охота» была номинирована на премию «Пэксан» в восьми категориях (победа в одной), на премию «Голубой дракон» в 12 категориях (победила в трёх), на премию «Большой колокол» в 14 категориях (победила в одной).